# 디아너 더 레이우
디아너 더 레이우(네덜란드어: Dianne de Leeuw, 1955년 11월 19일 ~ )는 네덜란드의 피겨 스케이팅 선수이다. 그녀는 1975년 세계 선수권 대회와 1976년 유럽 선수권 대회에서 우승했다. 그녀는 1976년 올림픽에서 은메달을 획득했다.

## 개인 생활
더 레이우는 미국 캘리포니아주 오렌지에서 태어났다.

## 선수 경력
그녀는 1972년 동계 올림픽에서 올림픽 무대에 데뷔했고 16위를 했다.
더 레이우는 1974년 자그레브 유럽 선수권 대회에서 크리스틴 에라스에 이어 은메달을 땄다. 그녀는 1974년 뮌헨 세계 선수권 대회에서 동메달을 땄다.
더 레이우는 1975년 코펜하겐 유럽 선수권 대회에서 다시한번 은메달을 땄다. 그녀는 1975년 콜로라도스프링스 세계 선수권 대회에서 세계 챔피언이 되었다.
디아너 더 레이우는 1976년에 제네바에서 열린 유럽 선수권 대회에서 금메달을 획득했다. 드리우는 1976년 인스부르크 동계 올림픽에서 네덜란드 국기를 나르는 사람이었다. 드리우는 1976년에 예테보리에서 열린 세계 선수권 대회에서 동메달을 획득한후, 현역에서 은퇴했다.